# Polinices lacteus
Polinices lacteus là một loài ốc biển săn mồi, là động vật thân mềm chân bụng sống ở biển trong họ Naticidae, họ ốc mặt trăng.

## Miêu tả
Chiều dài tối đa của vỏ ốc được ghi nhận là 40 mm.

## Môi trường sống
Độ sâu tối thiểu được ghi nhận là 0 m. Độ sâu tối đa được ghi nhận là 120 m.

## Hình ảnh

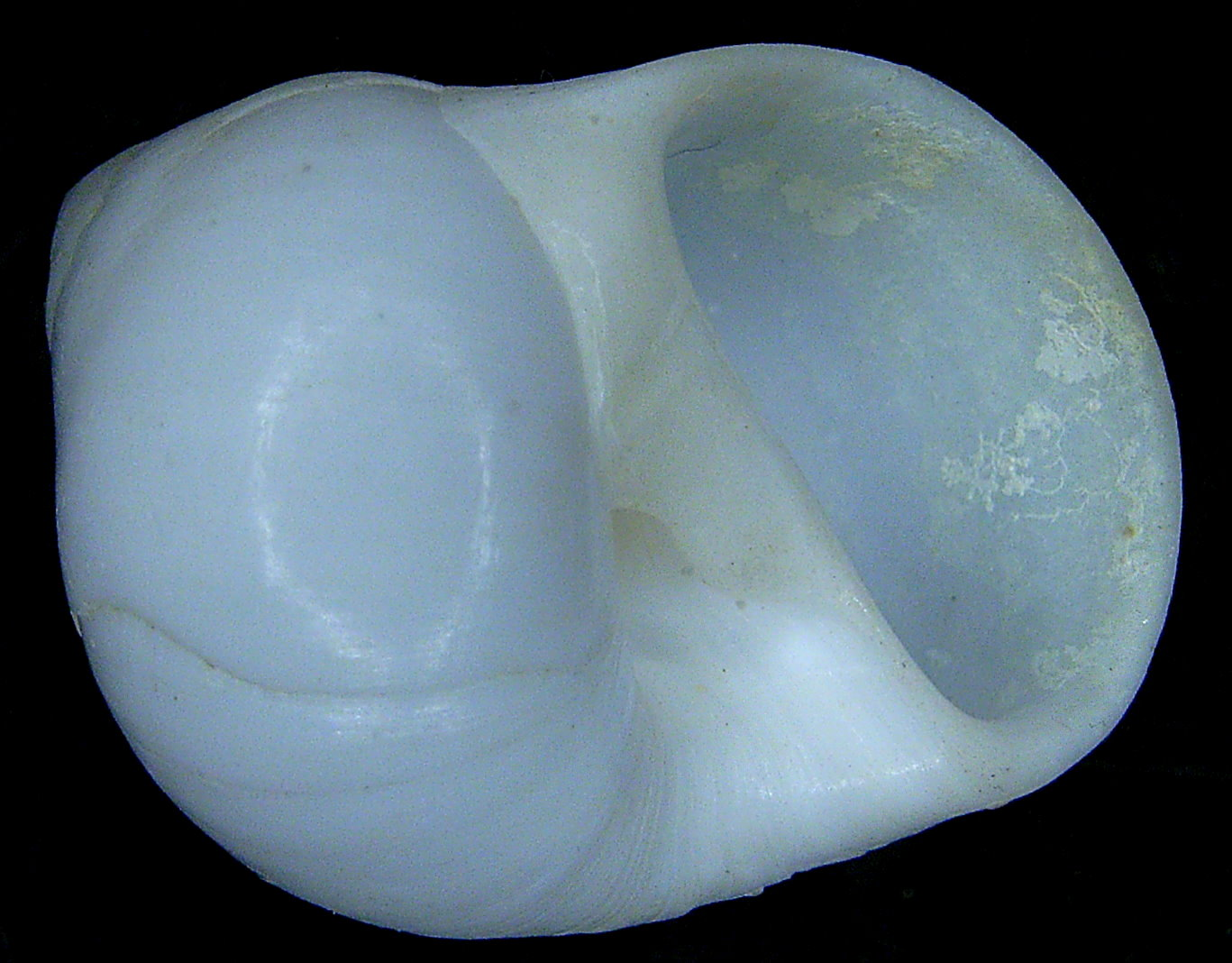